# Łysiec (Silésie)
Pour les articles homonymes, voir Łysiec.
Łysiec est une localité polonaise de la gmina de Starcza, située dans le powiat de Częstochowa en voïvodie de Silésie.